# Campeonato Mundial de Atletismo en Pista Cubierta

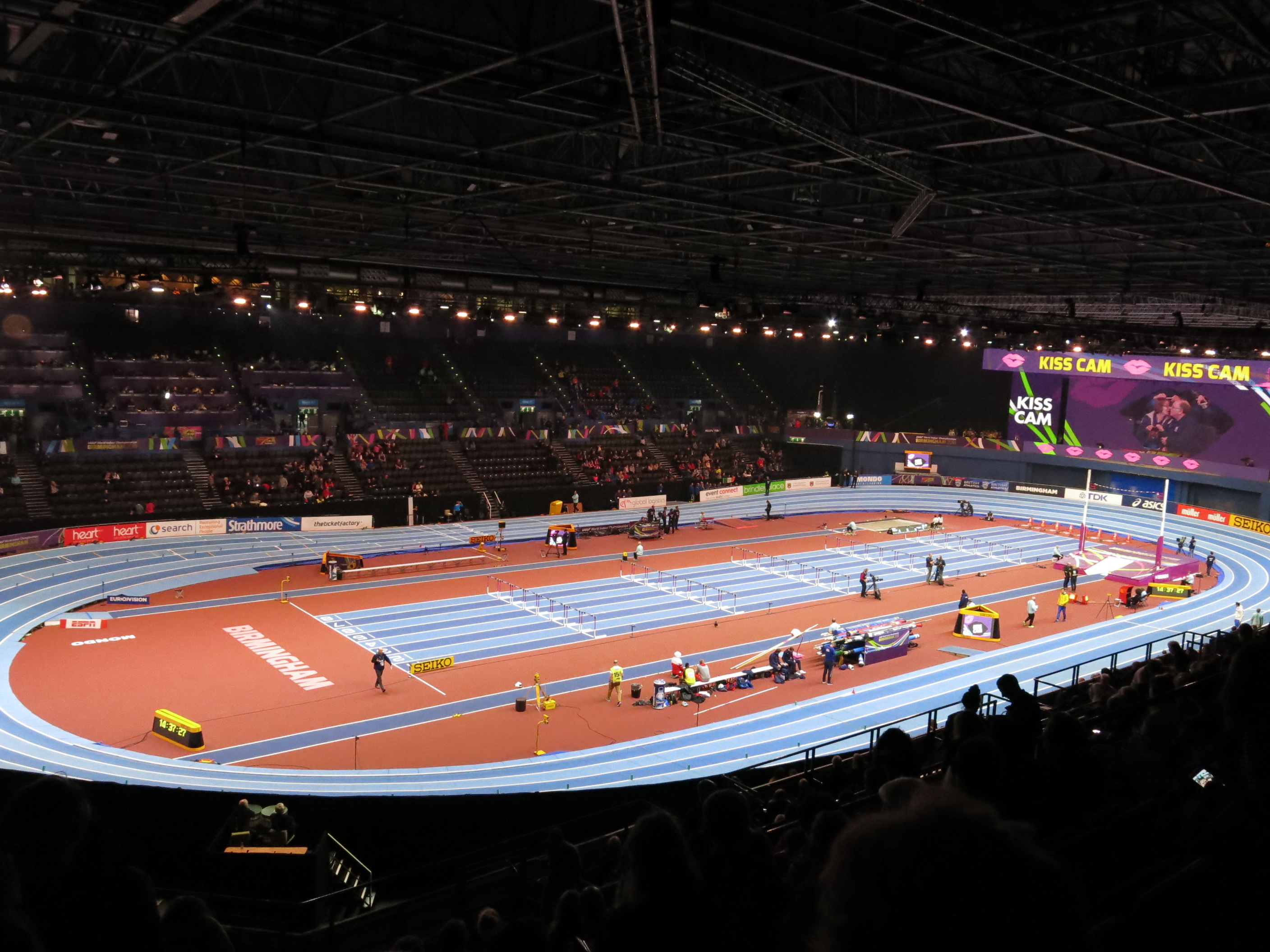
El National Indoor Arena de Birmingham, sede del Mundial de 2018.

El Campeonato Mundial de Atletismo en Pista Cubierta se efectúa desde 1987 y es celebrado cada dos años por World Athletics. Como antecedente a estos campeonatos se efectuaron en 1985, en París, los Juegos Mundiales en Pista Cubierta.
Es la segunda mayor prueba atlética a nivel mundial, se celebra en los primeros meses del año (febrero o marzo) y fuera de los años que hay Juegos Olímpicos o Mundiales al aire libre. Debido a que estos campeonatos se realizan en pabellones cubiertos, el número de pruebas es menor que en los otros grandes eventos.

## Ediciones
| Núm.  | Año  | Sede         | País           | Estadio                           | Núm. atletas | Fed. nal. |
| ----- | ---- | ------------ | -------------- | --------------------------------- | ------------ | --------- |
| I     | 1987 | Indianápolis | Estados Unidos | Hoosier Dome                      | 402          | 84        |
| II    | 1989 | Budapest     | Hungría        | Budapest Sportcsárnok             | 378          | 61        |
| III   | 1991 | Sevilla      | España         | Pabellón Municipal de San Pablo   | 511          | 81        |
| IV    | 1993 | Toronto      | Canadá         | Sky Dome                          | 535          | 93        |
| V     | 1995 | Barcelona    | España         | Palau Sant Jordi                  | 592          | 131       |
| VI    | 1997 | París        | Francia        | Palais Omnisports de Paris-Bercy  | 705          | 118       |
| VII   | 1999 | Maebashi     | Japón          | Maebashi Green Dome               | 472          | 115       |
| VIII  | 2001 | Lisboa       | Portugal       | Pabellón Atlántico                | 517          | 136       |
| IX    | 2003 | Birmingham   | Reino Unido    | National Indoor Arena             | 584          | 132       |
| X     | 2004 | Budapest     | Hungría        | Arena de Budapest                 | 677          | 139       |
| XI    | 2006 | Moscú        | Rusia          | Palacio Deportivo Olimpiski       | 561          | 128       |
| XII   | 2008 | Valencia     | España         | Palacio Velódromo Luis Puig       | 575          | 147       |
| XIII  | 2010 | Doha         | Catar          | Aspire Dome                       | 583          | 142       |
| XIV   | 2012 | Estambul     | Turquía        | Pabellón deportivo Sinan Erdem    | 630          | 171       |
| XV    | 2014 | Sopot        | Polonia        | Ergo Arena                        | 539          | 134       |
| XVI   | 2016 | Portland     | Estados Unidos | Centro de Convenciones de Oregón  | 490          | 137       |
| XVII  | 2018 | Birmingham   | Reino Unido    | National Indoor Arena             | 555          | 134       |
| XVIII | 2022 | Belgrado     | Serbia         | Štark Arena                       | 680          | 137       |
| XIX   | 2024 | Glasgow      | Reino Unido    | Emirates Arena                    |              |           |
| XX    | 2025 | Nankín       | China          | Parque Deportivo Olímpico Juvenil |              |           |
| XXI   | 2026 | Toruń        | Polonia        | Arena Toruń                       |              |           |

## Medallero histórico
- Actualizado a Nankín 2025. No incluye las medallas de los Juegos Mundiales en Pista Cubierta de 1985, ni las de las pruebas de exhibición: una en Sevilla 1991 y cuatro en Toronto 1993.

| Núm. | País                      | Oro | Plata | Bronce | Total |
| ---- | ------------------------- | --- | ----- | ------ | ----- |
| 1    | Estados Unidos            | 125 | 95    | 85     | 305   |
| 2    | Rusia                     | 70  | 62    | 50     | 182   |
| 3    | Etiopía                   | 34  | 15    | 13     | 62    |
| 4    | Alemania                  | 24  | 28    | 32     | 84    |
| 5    | Reino Unido               | 22  | 30    | 29     | 81    |
| 6    | Cuba                      | 19  | 17    | 14     | 50    |
| 7    | Jamaica                   | 17  | 24    | 18     | 59    |
| 8    | Francia                   | 14  | 11    | 19     | 44    |
| 9    | Suecia                    | 13  | 8     | 9      | 30    |
| 10   | Ucrania                   | 9   | 16    | 11     | 36    |
| 11   | Canadá                    | 9   | 4     | 11     | 24    |
| 12   | Nueva Zelanda             | 9   | 3     | 5      | 17    |
| 13   | Kenia                     | 8   | 14    | 15     | 37    |
| 14   | Australia                 | 8   | 12    | 9      | 29    |
| 15   | República Checa           | 8   | 11    | 13     | 32    |
| 16   | Rumania                   | 8   | 9     | 8      | 25    |
| 17   | Italia                    | 8   | 7     | 14     | 29    |
| 18   | Países Bajos              | 7   | 7     | 9      | 23    |
| 19   | Bulgaria                  | 7   | 5     | 7      | 19    |
| 20   | Grecia                    | 7   | 3     | 6      | 16    |
| 21   | Mozambique                | 7   | 1     | 1      | 9     |
| 22   | Bahamas                   | 6   | 7     | 9      | 22    |
| 23   | Marruecos                 | 6   | 5     | 8      | 19    |
| 24   | Bélgica                   | 6   | 4     | 4      | 14    |
| 25   | Irlanda                   | 6   | 3     | 2      | 11    |
| 26   | Polonia                   | 5   | 14    | 17     | 36    |
| 27   | Brasil                    | 5   | 6     | 5      | 16    |
| 28   | Suiza                     | 5   | 5     | 5      | 15    |
| 29   | Portugal                  | 4   | 5     | 7      | 16    |
| 30   | Sudáfrica                 | 4   | 5     | 3      | 12    |
| 31   | Noruega                   | 4   | 3     | 3      | 10    |
| 32   | China                     | 3   | 8     | 8      | 19    |
| 33   | Bielorrusia               | 3   | 8     | 6      | 17    |
| 34   | Kazajistán                | 3   | 4     | 3      | 10    |
| 35   | Venezuela                 | 3   | 0     | 0      | 3     |
| 36   | España                    | 2   | 19    | 20     | 41    |
| 37   | Nigeria                   | 2   | 7     | 3      | 12    |
| 38   | Burundi                   | 2   | 2     | 0      | 4     |
| 39   | Croacia                   | 2   | 1     | 3      | 6     |
| 39   | Serbia                    | 2   | 1     | 3      | 6     |
| 41   | Sudán                     | 2   | 1     | 1      | 4     |
| 42   | Finlandia                 | 2   | 1     | 0      | 3     |
| 43   | Corea del Sur             | 2   | 0     | 1      | 3     |
| 44   | Granada                   | 2   | 0     | 0      | 2     |
| 45   | Catar                     | 1   | 3     | 2      | 6     |
| 46   | Dinamarca                 | 1   | 3     | 1      | 5     |
| 47   | Costa de Marfil           | 1   | 3     | 0      | 4     |
| 48   | Trinidad y Tobago         | 1   | 2     | 4      | 7     |
| 49   | Baréin                    | 1   | 2     | 3      | 6     |
| 50   | Hungría                   | 1   | 1     | 4      | 6     |
| 51   | Bermudas                  | 1   | 1     | 1      | 3     |
| 52   | Argelia                   | 1   | 1     | 0      | 2     |
| 52   | Ghana                     | 1   | 1     | 0      | 2     |
| 52   | Namibia                   | 1   | 1     | 0      | 2     |
| 55   | Burkina Faso              | 1   | 0     | 1      | 2     |
| 56   | Costa Rica                | 1   | 0     | 0      | 1     |
| 56   | Dominica                  | 1   | 0     | 0      | 1     |
| 56   | Santa Lucía               | 1   | 0     | 0      | 1     |
| 56   | Yibuti                    | 1   | 0     | 0      | 1     |
| 60   | Eslovenia                 | 0   | 4     | 4      | 8     |
| 61   | Austria                   | 0   | 4     | 1      | 5     |
| 62   | Estonia                   | 0   | 3     | 2      | 5     |
| 63   | Islandia                  | 0   | 2     | 1      | 3     |
| 64   | Camerún                   | 0   | 2     | 0      | 2     |
| 64   | San Cristóbal y Nieves    | 0   | 2     | 0      | 2     |
| 66   | Letonia                   | 0   | 1     | 1      | 2     |
| 66   | Barbados                  | 0   | 1     | 1      | 2     |
| 68   | Botsuana                  | 0   | 1     | 0      | 1     |
| 68   | Islas Caimán              | 0   | 1     | 0      | 1     |
| 68   | Panamá                    | 0   | 1     | 0      | 1     |
| 68   | Turquía                   | 0   | 1     | 0      | 1     |
| 72   | Japón                     | 0   | 0     | 3      | 3     |
| 73   | Lituania                  | 0   | 0     | 2      | 2     |
| 73   | México                    | 0   | 0     | 2      | 2     |
| 75   | Antigua y Barbuda         | 0   | 0     | 1      | 1     |
| 75   | Arabia Saudita            | 0   | 0     | 1      | 1     |
| 75   | Benín                     | 0   | 0     | 1      | 1     |
| 75   | Chile                     | 0   | 0     | 1      | 1     |
| 75   | Chipre                    | 0   | 0     | 1      | 1     |
| 75   | Gabón                     | 0   | 0     | 1      | 1     |
| 75   | Islas Vírgenes Británicas | 0   | 0     | 1      | 1     |
| 75   | Luxemburgo                | 0   | 0     | 1      | 1     |
| 75   | R.D. del Congo            | 0   | 0     | 1      | 1     |
| 75   | República Dominicana      | 0   | 0     | 1      | 1     |
| 75   | Senegal                   | 0   | 0     | 1      | 1     |
| 75   | Surinam                   | 0   | 0     | 1      | 1     |
| 75   | Uganda                    | 0   | 0     | 1      | 1     |
|      | TOTAL                     | 529 | 532   | 535    | 1596  |

1. ↑  Incluye las medallas obtenidas por la URSS y los «Atletas neutrales autorizados».
2. ↑  Incluye las medallas obtenidas por la RFA y la RDA entre 1949 y 1990.
3. ↑  Incluye las medallas obtenidas por Checoslovaquia.
4. ↑  Incluye las medallas obtenidas por la RF de Yugoslavia.